# Charles André van Loo
Pour les autres membres de la famille, voir Van Loo.
Charles André van Loo, baptisé Carlo Andrea Vanloo, dit Carle van Loo, né le 15 février 1705 à Nice (alors comté de Nice des États de Savoie de langue italienne) et mort le 15 juillet 1765 à Paris, est un peintre français.
Il est le fils du peintre Louis-Abraham van Loo et le frère 21 ans moins âgé du peintre Jean-Baptiste van Loo (1684-1745). Il connut une carrière brillante et devint immensément célèbre. Il demeure le plus connu des membres de la dynastie des Van Loo, établie en France au XVIIe siècle.

## Biographie

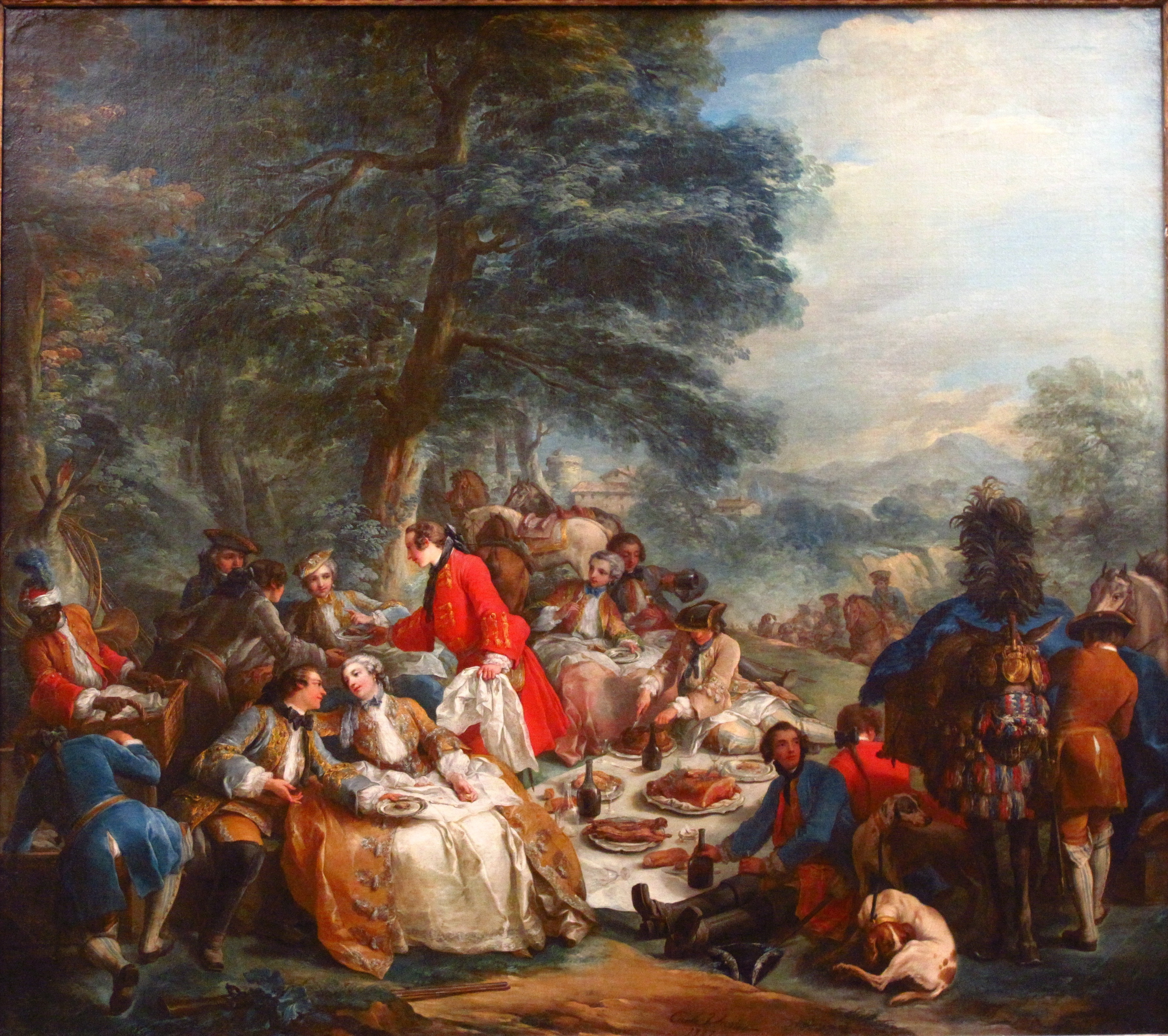
Halte de chasse (1737), Paris, musée du Louvre.

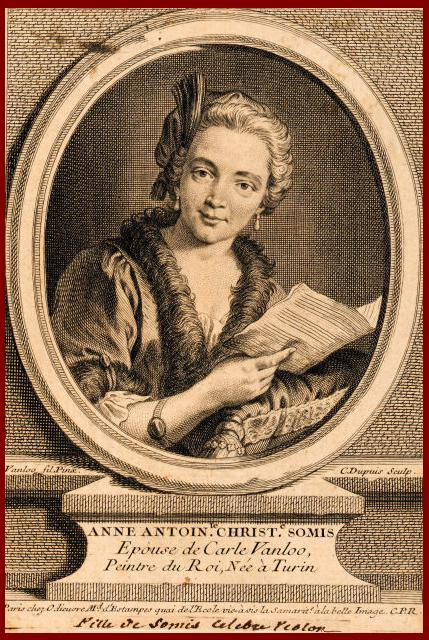
L'épouse de Charles André van Loo, Mlle Anne Antonia Christina Somis (1704–1785), chanteuse.

Charles André van Loo perdit son père en 1712 et fut élevé par son frère, Jean-Baptiste. Il le suivit à Turin, puis à Rome au cours de deux voyages en Italie (1712-1715 et 1716-1718). Lors du second de ces séjours, il prit des leçons de dessin avec le peintre Benedetto Luti et étudia sous la direction du sculpteur Pierre Le Gros. Il acquit une grande maîtrise de son art et serait demeuré illettré. On lui prêta diverses aventures romanesques et galantes.
Il vint à Paris en 1720 et produisit sa première toile, Le Bon Samaritain (1723). Il assista son frère sur plusieurs commandes, notamment la restauration de la galerie François Ier du château de Fontainebleau (1724), et reçut sa première commande en 1725 pour La Présentation du Christ au Temple pour la salle du chapitre de Saint-Martin-des-Champs. Il remporta le prix de Rome en 1724 avec Jacob purifiant sa demeure avant son départ pour Béthel.
Un manque de fonds publics ne lui permit pas de devenir pensionnaire de l'Académie de France à Rome. Il dut financer lui-même son séjour en Italie, et n'arriva à Rome qu'en mai 1728, en même temps que son futur rival, François Boucher, et ses neveux Louis Michel van Loo et François van Loo. En Italie, il se fit connaître par son habileté à peindre en trompe-l'œil des plafonds ornés de scènes mythologiques ou religieuses (comme La Glorification de saint Isidore, 1729 - Gloria di Sant'Isidro) et fut remarqué par le pape Benoît XIII. Son œuvre la plus importante de cette période reste son Énée portant Anchise (1729).
Il retourne à Turin via Florence en 1732, où il se marie. Il travaille pour le roi Charles-Emmanuel III de Sardaigne, peignant pour lui Diane et ses nymphes se reposant au plafond de la chambre de la reine à Stupinigi, et une série de onze toiles pour le palais royal de Turin : La Jérusalem délivrée.

### Les Honneurs
En 1733, lorsque la guerre de Succession de Pologne éclata, il retourna à Paris où il arriva en 1734. Il fut agréé en août 1734 et membre le 30 juillet 1735 de l'Académie royale de peinture et de sculpture, en tant que peintre d'histoire, avec Apollon faisant écorcher Marsyas (École des beaux-arts de Paris).
Carle Van Loo fait partie de la génération de peintres comme Natoire, Boucher et Trémolières qui va dominer l'art français après la mort de François Lemoyne en 1737, dont ils adoptent sa palette claire et ses nudités voluptueuses. Sa carrière se développa rapidement.
En en 1736 il fut nommé professeur adjoint à l'Académie, professeur en 1737. Il travailla à une série de dessus-de-porte à sujets mythologiques pour l'hôtel de Soubise. Vers 1747, il exécuta une composition allégorique représentant L'Asie pour le salon de l'hôtel de Samuel-Jacques Bernard, rue du Bac.
Parallèlement, il réalise d'élégantes peintures religieuses comme Saint Charles Borromée donnant la communion aux lépreux exécuté en 1743 pour la chapelle Saint-Marcel de la cathédrale Notre-Dame de Paris, L'Adoration des Anges (1751) pour la chapelle de l'Assomption de l'église Saint-Sulpice. Grimm dira : « C’était le véritable génie de Carle que ces tableaux d’église ; il y est presque toujours simple, grand, admirable. »[réf. nécessaire] On lui commande une Vierge à l’Enfant, réalisée en 1738 pour la salle d’audience de la juridiction consulaire de Rouen. L’usage étant d’ouvrir chaque jour l’audience par une messe, elle était installée sur un autel faisant face au Tribunal des Consuls. Découvrant le tableau au Salon de 1741, le critique Desfontaine le jugeait « aussi beau que tout ce que le fameux Carle Maratta a produit dans ce genre ».
Van Loo fut également soutenu par la Cour et par Mme de Pompadour. Dès 1736, il peignit des scènes de chasse exotiques pour la galerie du petit appartement du roi au château de Versailles : La Chasse à l'Ours et La Chasse à l'Autruche. En 1744, il peignait des dessus-de-porte pour le grand cabinet de la dauphine à Versailles. En 1747-1748, il exécutait deux grands portraits du roi et de la reine. Il sut aussi se faire apprécier d'une clientèle élégante et mondaine avec des portraits ou des « turqueries », adaptant ses sujets et son style au goût de ses commanditaires. Quelques exemples : Le Concert du Sultan en 1737 (Londres, Wallace Collection), ou Pacha faisant peindre sa maitresse la même année (Richmond, Virginia Museum of Fine Arts).
En avril 1749, il devint le premier gouverneur de l'École royale des élèves protégés, véritable creuset des gloires futures : Louis Lagrenée, Doyen, Brenet, Deshays, Fragonard…  Il est élu recteur en 1754, puis directeur de l’Académie en juin 1763. Anobli et fait chevalier de l'Ordre de Saint-Michel en 1751, il devint premier peintre du roi en juin 1762. Ce titre honorifique n'avait plus été donné depuis la mort de Charles Coypel en 1752. Il fit un bref séjour à Londres en 1764 et mourut en 1765 au faîte de sa gloire.

### Rupture avec le style Rococo
Vers 1750, il rompt avec le style rococo. Tandis que Boucher exacerbe son style dans le sens de la rocaille, Van Loo renforce le caractère classique déjà sensible dans ses compositions antérieures et se fait le premier interprète — avant Vien, Doyen et Deshays — de la lutte menée pour ranimer en France la peinture d'histoire. Cette peinture en réaction aux afféteries du rococo tente de renouer avec les maîtres du siècle passé. Elle est caractérisée par une attention particulière à la convenance des costumes, à la concentration de l'action, à un coloris plus terne, bref à une plus grande sévérité. Le cycle de la Vie de saint Augustin en sept tableaux pour le chœur de la basilique Notre-Dame-des-Victoires de Paris où ils se trouvent toujours, réalisé entre 1748 et 1755, est typique de ce courant et accroit la renommée de Van Loo.
Il travaille  de manière régulière pour Mme de Pompadour, fournissant à la maitresse du roi Louis XV, entre 1752 et 1754, pour la décoration de son château de Bellevue, une dizaine de toiles dont les Allégories des Arts figurées par des enfants et popularisées par les innombrables copies, et deux turqueries dont l'une représente la marquise sous les traits d'une Sultane prenant le café (Saint-Pétersbourg, musée de l'Ermitage). Peu avant la mort de celle-ci, il peignit en 1764 une allégorie intitulée : Les Arts implorant la Destinée d'épargner la vie de Mme de Pompadour. Son chef-d'œuvre comme peintre d'histoire est Le Sacrifice d'Iphigénie, peint pour Frédéric II de Prusse en 1757, regardé par ses contemporains comme un des plus grands triomphes de la peinture française.

## Principales œuvres

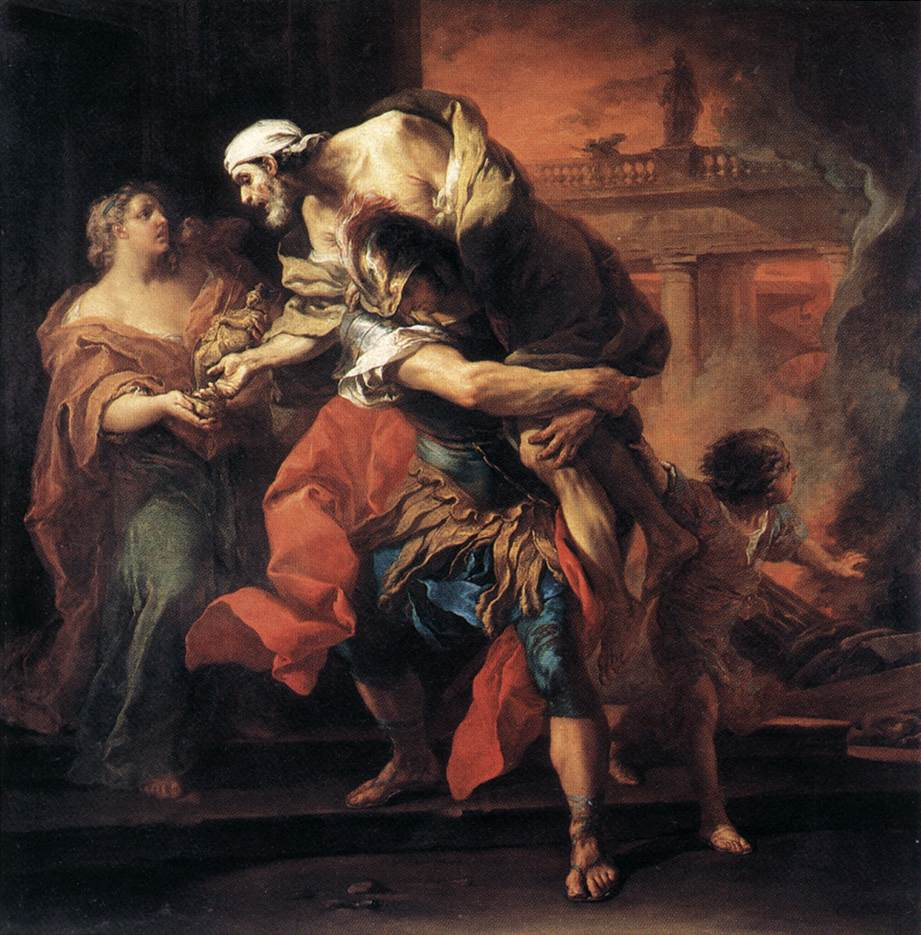
Énée portant Anchise (1729), Paris, musée du Louvre.

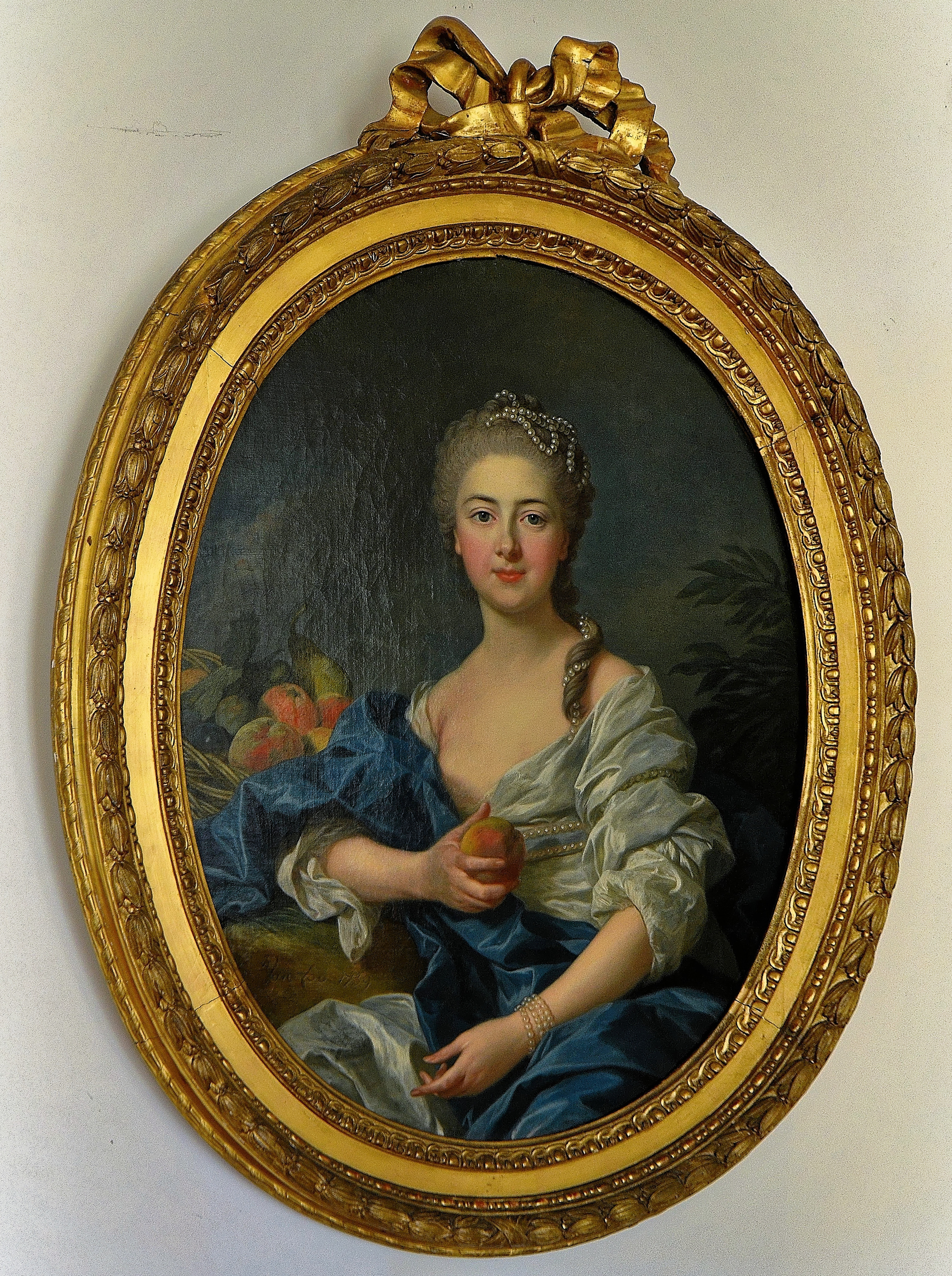
Pomone (1739), musée des Beaux-Arts de Chartres.

Carle van Loo travailla pour la cour, la manufacture des Gobelins (Madame Geoffrin lui commanda deux tableaux, La Lecture et Le Concert Espagnol, représentant sa fille, la marquise de La Ferté-Imbault), l'Église, et aussi pour de riches particuliers, abordant tous les genres : peinture religieuse, peinture d'histoire, sujets mythologiques ou allégoriques, portraits et scènes de genre (notamment des turqueries). Melchior Grimm le considérait, en 1755, comme le « premier peintre de l'Europe », et Voltaire le mettait à l'égal de Raphaël. Mais dès la fin du XVIIIe siècle, son étoile avait pâli, et les disciples de David inventèrent l'injure « vanlotter » pour injurier ceux qui cherchaient la grâce aux dépens du contour.
La maîtrise technique de Carle van Loo est assurément exceptionnelle. Dans le genre léger, il ne vaut pas Boucher, son grand rival. Ses grandes compositions mythologiques ou religieuses, quoique d'une qualité d'exécution sans faille, manquent de mystère et d'émotion. Restent des scènes de genre – à l'image de la magnifique Halte de chasse (1737) du musée du Louvre – qui offrent la parfaite image rêvée du « siècle de Louis XV ».
Consciencieux, peu sûr de lui et peu instruit, il suivait les conseils de ses amis, se laissant influencer par la critique, modifiant ses compositions et n'hésitant pas à détruire ses œuvres. Ce fut le cas, par exemple, pour la première version de son œuvre Les Trois Grâces (ici représentée). Ceci explique la froideur de ses toiles les plus ambitieuses, en comparaison avec les esquisses préparatoires.
Diderot dira dans sa Notice sur Carle Vanloo en 1765 : « Le premier malotru assez confiant pour dire des bêtises était capable de lui barbouiller le plus beau tableau avec une sotte critique ; il en a gâté plus d’un sur des observations qui n'avaient souvent pas le sens commun ; et à force de changer, il se fatiguait sur son sujet, et finissait par une mauvaise composition, après en avoir effacé une excellente. »
Le succès public des tableaux fut considérable. On ne connaît pas d'équivalent à ce phénomène avant l'engouement suscité par la peinture morale de Jean-Baptiste Greuze et la peinture héroïque de Jacques-Louis David.

### Scènesmythologiquesetallégories
- Énée portant Anchise, 1729, Paris, musée du Louvre ;
- Thésée domptant le taureau de Marathon, vers 1730, Los Angeles, musée d'Art du comté ;
- Apollon faisant écorcher Marsyas, 1735, Paris, École nationale supérieure des beaux-arts.
- Persée et Andromède, v. 1735-1740, Saint-Pétersbourg, musée de l'Ermitage ;Thésée domptant le taureau de Marathon (vers 1745). Musée Fabre, Montpellier.

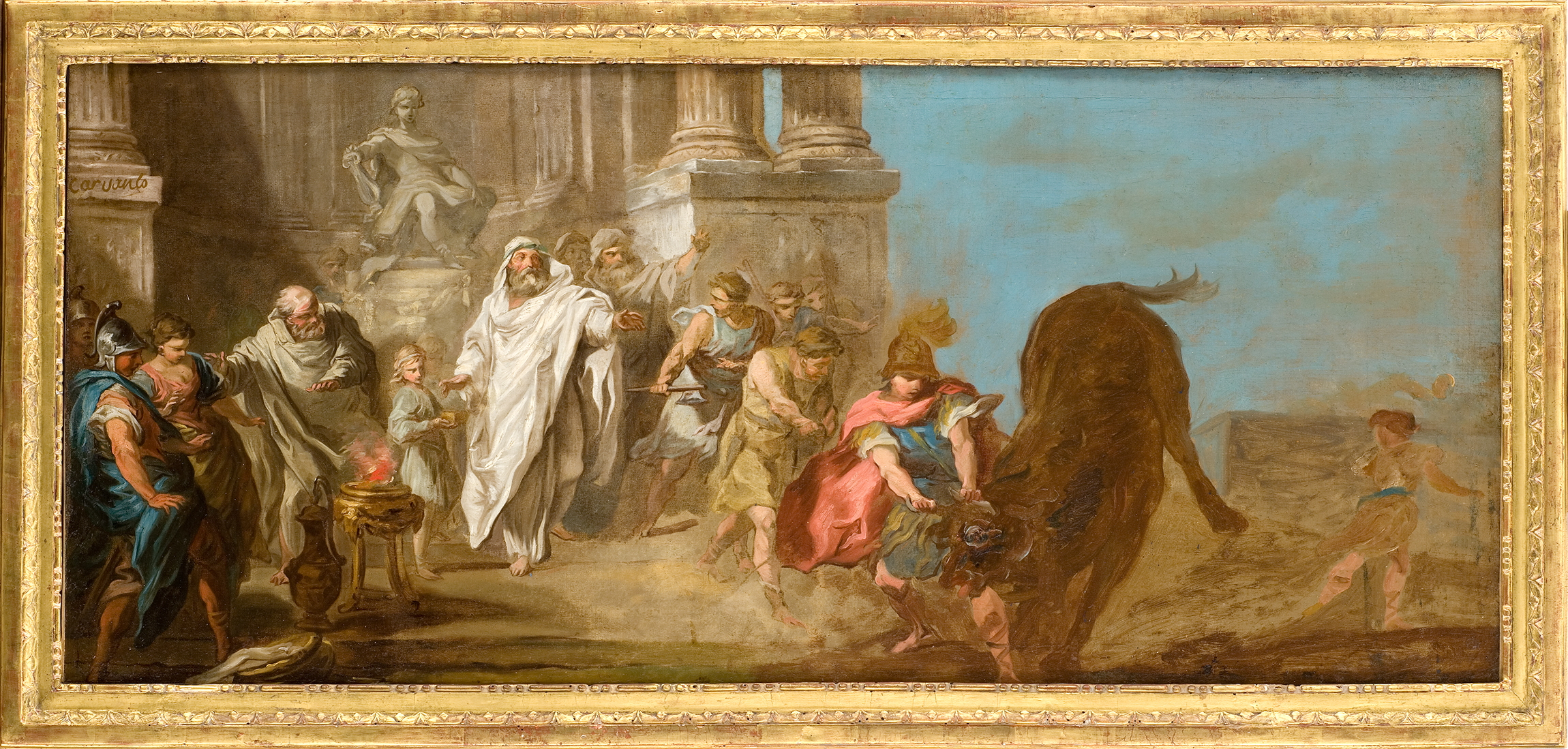
Thésée domptant le taureau de Marathon (vers 1745). Musée Fabre, Montpellier.

- La Victoire d'Alexandre contre Porus , 1738, Los Angeles, musée d'Art du comté ;
- Décoration pour l'hôtel de Soubise, Paris, rue des Francs-Bourgeois :
  - Mars et Vénus (in situ) ;
  - Mercure présentant des haches au bûcheron (in situ) ;
  - Vénus à sa toilette (1738, in situ).
- Pomone, 1739, Chartres, musée des Beaux-Arts[4] ;
- Thésée domptant le taureau de Marathon, vers 1745, huile sur toile, Montpellier, musée Fabre ;Les Trois Grâces (vers 1763), Los Angeles, musée d'Art du comté.

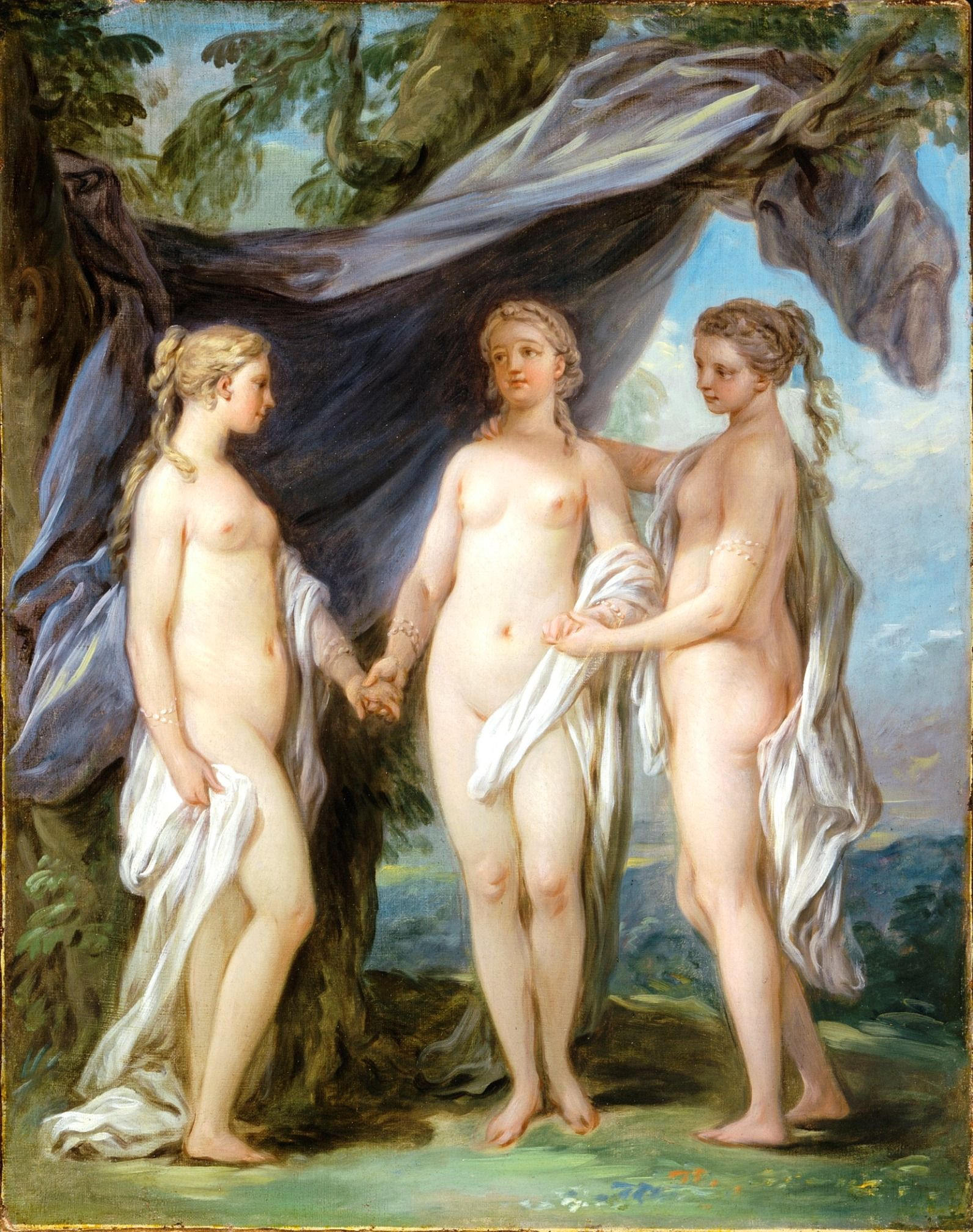
Les Trois Grâces (vers 1763), Los Angeles, musée d'Art du comté.

- L'Asie, vers 1747, Jérusalem, musée d'Israël ;
- L'Ivresse de Silène, 1747, Nancy, musée des Beaux-Arts ;
- Nouveau décor de la salle du Conseil du château de Fontainebleau en 1751-1753 :
  - La Guerre ;
  - La Terre ;
  - La Valeur.
- Jupiter et Antiope, 1753, Saint-Pétersbourg, musée de l'Ermitage ;
- La Peinture, La Musique, L'Architecture 1753, San Francisco, musée des Beaux-Arts ;
- La Lecture, 1754, Saint-Pétersbourg, musée de l'Ermitage ;
- Le Sacrifice d'Iphigénie, 1757, Potsdam, Neues Palais ;
- Neptune et Amymone, vers 1757, Nice, musée des Beaux-Arts (carton de tapisserie) ;
- Neptune et Amymone, vers 1757, esquisse préparatoire, Paris, musée du Louvre[5] ;Les Trois Grâces (1765).

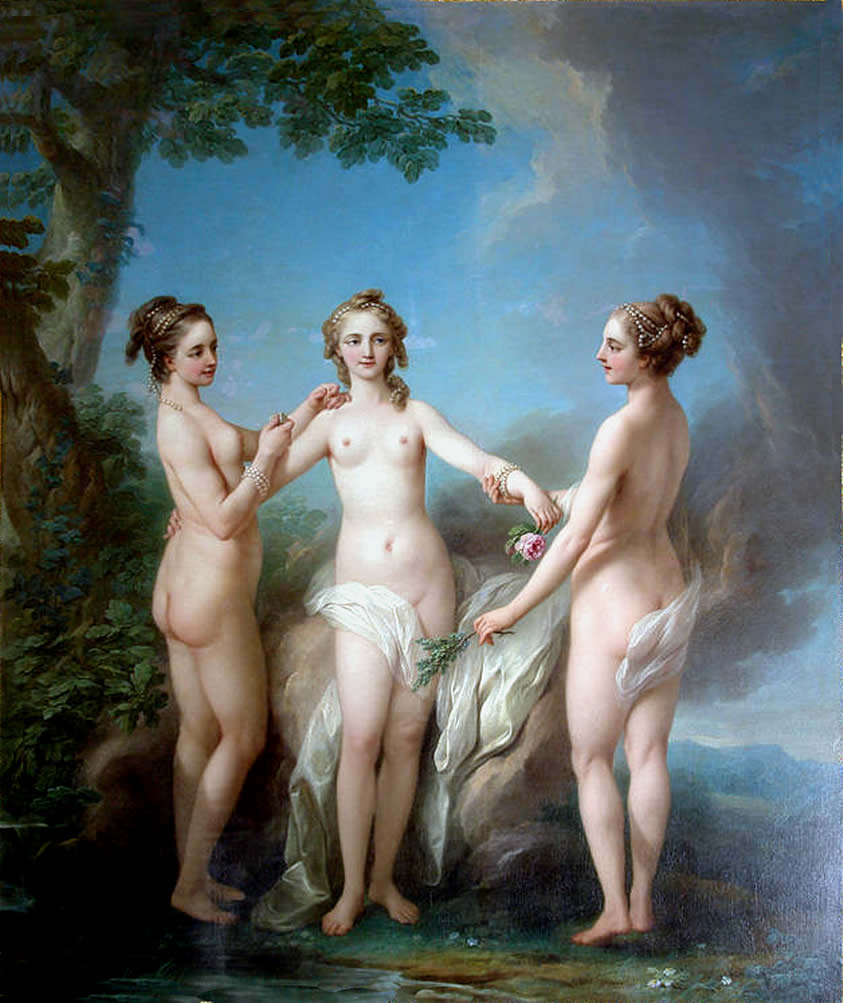
Les Trois Grâces (1765).

- Les Trois Grâces, vers 1763, Los Angeles, musée d'Art du comté ;
- Les Arts implorant la Destinée d'épargner la vie de Mme de Pompadour, 1764, Pittsburgh, The Frick Art Museum.
- Les Trois Grâces, 1765, huile sur toile, 250 × 204 cm, Chenonceaux, château de Chenonceau, chambre de François Ier.

### Scènes de genre
- La Chasse à l'Ours, 1736, Amiens, musée de Picardie.
- Halte de chasse, 1737, huile sur toile, 220 × 250 cm, Paris, musée du Louvre.
- Le Déjeuner sur l'herbe après la chasse, 1737, New York, Metropolitan Museum of Art.
- Pacha faisant peindre sa maîtresse, 1737, Richmond, Virginia Museum of Fine Arts.
- Le Grand Turc donnant un concert à sa maîtresse, 1737, Londres, Wallace Collection.
- La Chasse à l'Autruche, 1738, Amiens, musée de Picardie.
- Sultane buvant du café, vers 1752, Saint-Pétersbourg, musée de l'Ermitage.
- La Lecture espagnole, 1754, 164 × 129 cm, Saint-Pétersbourg, musée de l'Ermitage.
- Les Baigneuses, 1759, localisation inconnue. Représentée par une gravure de Lempereur.

### Peinturereligieuse

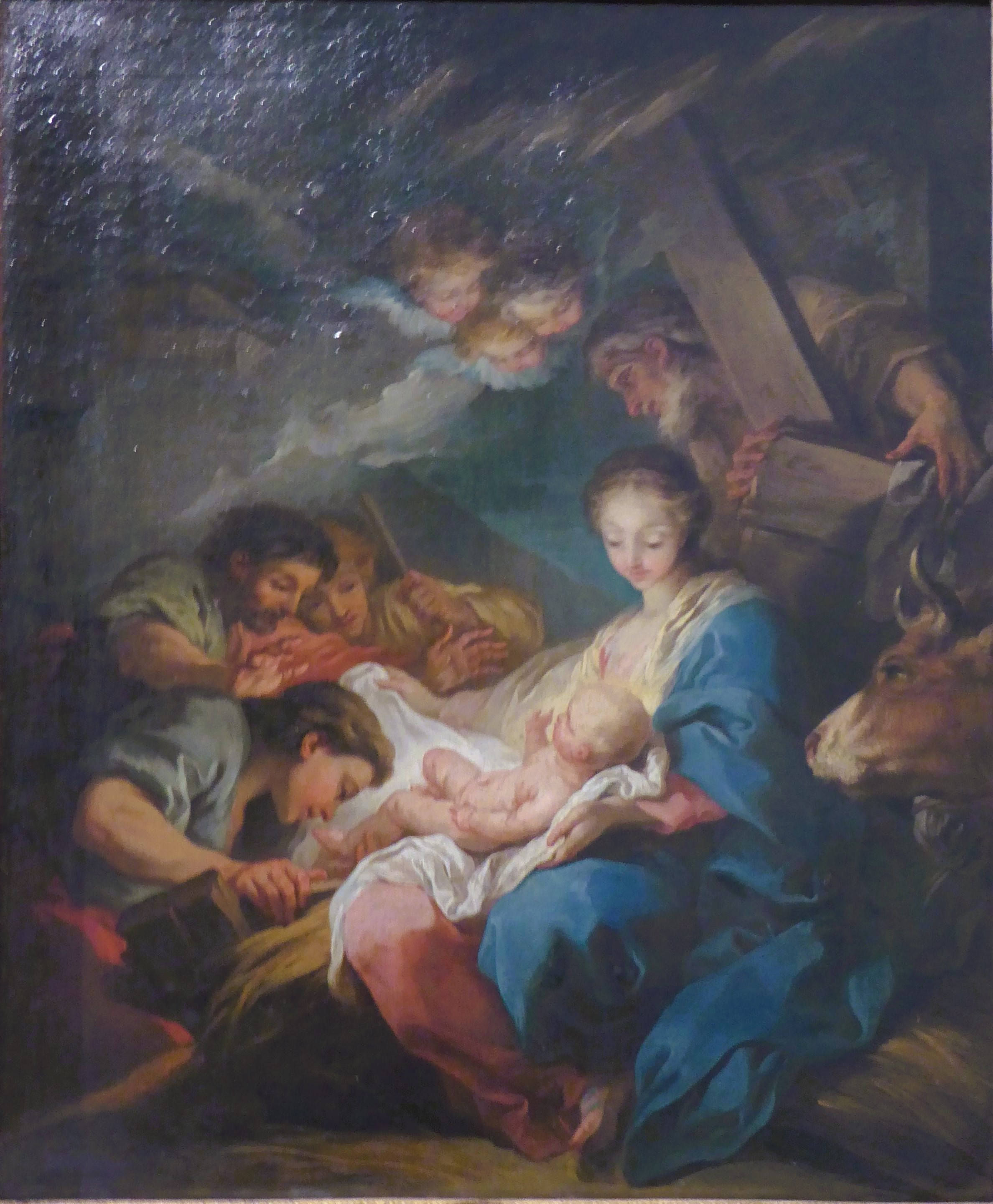
L'adoration des bergers, 1ère moitié du XVIIIe siècle, musée des Beaux-Arts de Chartres.

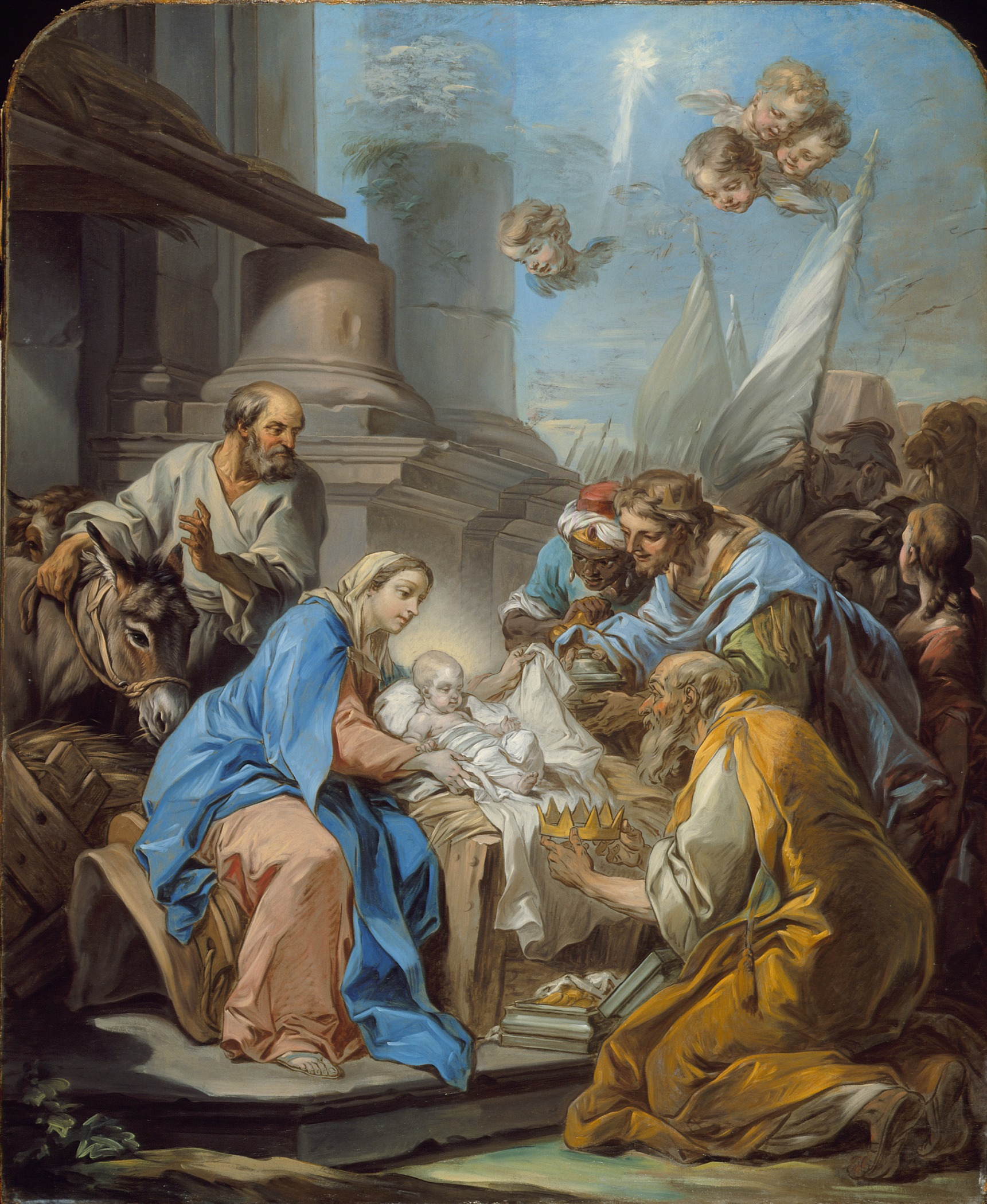
L'Adoration des mages (vers 1760), musée d'Art du comté de Los Angeles.

- Le Bon Samaritain, 1723, esquisse à l'huile, Montpellier, musée Fabre ;
- Jacob purifiant sa demeure avant son départ pour Béthel, 1724, non localisé ;
- La Présentation du Christ au Temple, 1725, Lyon, cathédrale Saint-Jean ;
- La Glorification de saint Isidore, 1729, Rome, église San Isidoro degli Irlandesi (des Irlandais) ;
- Vierge à l'Enfant, 1738, Rouen, musée des Beaux-Arts ;
- L'Adoration des mages, v. 1739, huile sur toile, 81 x 48,5 cm, Dijon, musée des Beaux-Arts[6] ;
- La Condamnation de Saint-Denis, 1741, huile sur toile, 195 x 114 cm, Dijon,musée des Beaux-Arts[7] ;
- Saint Georges terrassant le Dragon , 1741, huile sur toile, 195 x 114 cm, Dijon, musée des Beaux-Arts[8] ;
- Saint Charles Borromée donnant la communion aux lépreux, 1743, Paris, cathédrale Notre-Dame ;
- Étude pour Le Vœu de Louis XIII, huile sur toile, 77 × 62 cm, Musée Carnavalet, Paris[9] ;
- Le Vœu de Louis XIII, 1746, Paris, basilique Notre-Dame-des-Victoires ;
- L’Agonie de saint Augustin, 1748, Paris, basilique Notre-Dame-des-Victoires ;
- La Translation des Reliques de saint Augustin, 1748, Paris, basilique Notre-Dame-des-Victoires ;
- L'adoration des bergers, huile sur toile, 66,1 × 55 cm, 1re moitié du XVIIIe siècle, Chartres, musée des Beaux-Arts[4] ;
- La Résurrection, 1750, Besançon, cathédrale Saint-Jean.
- L'Adoration des anges, 1751, huile sur toile, 304 x 196 cm, musée des Beaux-Arts de Brest[10] ;
- Sainte Clotilde en prière au pied du tombeau de saint Martin, toile cintrée en haut, 278,5 x 173,5 cm, musée des Beaux-Arts de Brest[10] ;
- La Dispute contre les Donatistes (La conférence de Carthage), épisode de la vie de saint Augustin, 1753, Paris, basilique Notre-Dame-des-Victoires ;
- Le Sacre de saint Augustin, 1754, Paris, basilique Notre-Dame-des-Victoires ;
- Le Baptême de saint Augustin, 1755, Paris, basilique Notre-Dame-des-Victoires ;
- La Prédication de saint Augustin devant Valère, évêque d'Hippone, 1755, Paris, basilique Notre-Dame-des-Victoires ;
- La Conversion de saint Hubert, 1758, Rambouillet, église Saint-Lubin-et-Saint-Jean-Baptiste ;
- L'Adoration des mages, vers 1760, Los Angeles, musée d'Art du comté ;
- Vierge bleue, 1765, Paris, église Saint-Merri ; ;.
- La Messe de Saint Grégoire, première version, huile sur toile, 100 × 82 cm, Lyon, musée des Beaux-Arts ;
- L'Apothéose de Saint Grégoire, composition ronde sur une toile carrée, 99 × 98 cm, Saint-Pétersbourg, musée de l'Ermitage.

### Portraits
- Louis XV, Roi de France et de Navarre, 1748, Versailles, château de Versailles.
- Louis XV, Roi de France et de Navarre, 1751, Versailles, château de Versailles.
- Portrait de Louis XV, ap. 1750, huile sur toile, 244 x 186 cm, Dijon, musée des beaux-arts de Dijon[11]
- Portrait de Jacques-Germain Soufflot (1714-1781), Versailles, château de Versailles.
- Élisabeth de Russie, Saint-Pétersbourg, musée de Peterhof.
- Portrait de Christine Van Loo, vers 1740, Clermont-Ferrand, Musée d'art Roger-Quilliot.

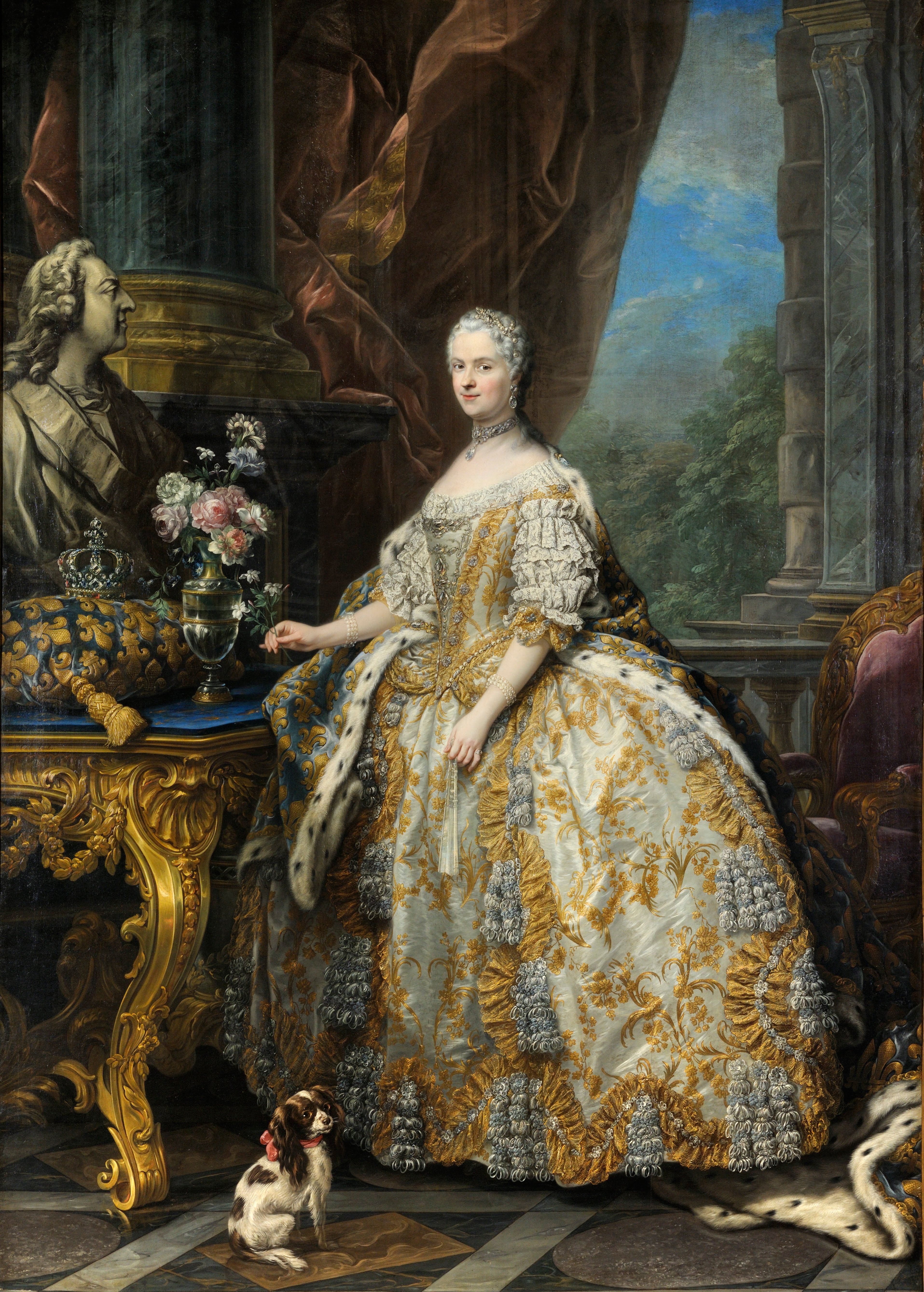
Marie Leczinska, Reine de France (1703-1768) (1747), Versailles, château de Versailles.
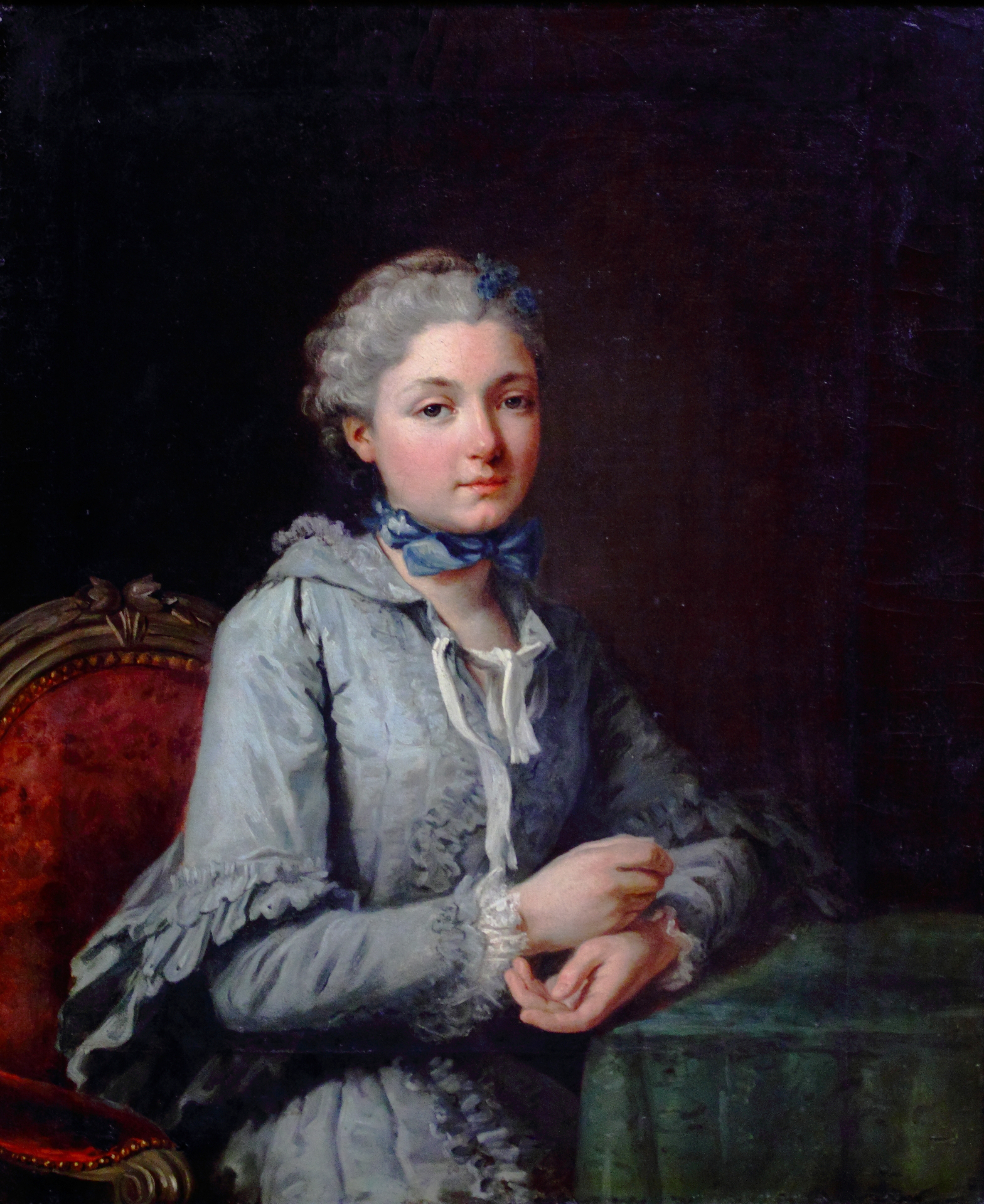
Portrait d'Innocente Guillemette de Rosnyvinen de Pire (1762), Rennes, musée des beaux-arts.

### Dessins
Accademia Nazionale di San Luca  (Académie Nationale de Saint-Luc) Rome. La cena in casa di Baldassarre – Le dîner chez (à la maison de) Balthazar, 1728. Crayon et sanguine, cm. 50,5 x 74,5. Inv. A 312.
Beaux-Arts de Paris :
- Étude d'homme assis sur une pierre, de face, les jambes écartées, la main gauche sur l'épaule droite, sanguine brûlée travaillée en hachures et estompe, H. 0,535 ; L. 0,392 m[12].
- Étude d'homme assis, presque de face, les bras croisés sur la tête, sanguine, contre-épreuve, H. 0,515 ; L. 0,312 m[13].

Van Loo exécuta ces académies en tant qu'adjoint au professeur ou professeur à l'Académie royale de peinture et de sculpture, c'est-à-dire entre 1736 et 1752. Ce sont des dessins destinés à servir d'exemple aux élèves. L'Étude d'homme assis, presque de face, les bras croisés sur la tête témoigne de l'influence des ignudi gravés par Pietro d'Aquila d'après les fresques d'Annibale Carrache à la galerie Farnèse.

## Élèves
- Gabriel-François Doyen (1726-1806)
- Nicolas-Bernard Lépicié (1735-1783)
- Michel-Barthélemy Ollivier (1712-1784)

### Iconographie
- Louis Michel van Loo, Portrait de Carle van Loo, 1764, huile sur toile, château de Versailles.